# Apis mellifera banatica
Apis mellifera banatica este albina galbenă bănățeană, o subspecie a albinei melifere europene (Apis mellifera).